# بيتر مبوندا
بيتر مبوندا (بالإنجليزية: Peter Mponda)‏ (4 سبتمبر 1981 مالاوي - ) هو لاعب كرة قدم ملاوي، يلعب كمدافع، شارك في كأس الأمم الأفريقية 2010.

## روابط خارجية
- بيتر مبوندا على موقع الاتحاد الدولي (مؤرشف)  (الإنجليزية)
- بيتر مبوندا على موقع قاعدة بيانات كرة القدم.إي يو (الإنجليزية)
- بيتر مبوندا على موقع ناشيونال فوتبول تيمز (الإنجليزية)
- بيتر مبوندا على موقع عالم كرة القدم.نت (الإنجليزية)